# Victor Nurenberg
Victor Nurenberg (* 22. Dezember 1930 in Niederkorn; † 22. April 2010 in Saint-Laurent-du-Var), häufig fälschlich auch Nuremberg geschrieben, war ein luxemburgischer Fußballspieler, der während des Großteils seiner Karriere in der professionellen französischen Liga gespielt hat.

## Vereinskarriere
Der auf Halblinks oder Linksaußen stürmende „Vic“ Nurenberg kam Ende des Jahres 1951 vom luxemburgischen Amateurklub Progrès Niederkorn zum OGC Nizza in die französische Profiliga. In seiner ersten Saison nur sporadisch eingesetzt (acht Spiele in der Division 1), hatte der 21-Jährige vor, nach Saisonende wieder als Amateur nach Luxemburg zurückzukehren, obwohl er mit den Aiglons – als „Jungadler“ werden die Spieler Nizzas in Frankreich häufig bezeichnet – im Sommer 1952 den Gewinn des Meistertitels feiern konnte. Dann aber entschied Trainer Andoire sich überraschenderweise dazu, für das gleichfalls erreichte Pokalendspiel dem Novizen, der immerhin vier Ligatreffer erzielt hatte, sowie dem Reservisten Luis Carniglia den Vorzug vor Stammtorjäger Pär Bengtsson und Mannschaftskapitän Désiré Carré zu geben. Zehn Minuten nach Anpfiff der Partie gegen die Girondins Bordeaux traf der Luxemburger zum 1:0 und trug so in einem besonders spannenden Finale (Endergebnis 5:3) dazu bei, dass Nizza den Doublé – Meisterschaft und Pokalsieg in derselben Saison – gewinnen konnte. In der Saison 1952/53, nun unter Trainer Zatelli, wurde er selbst zum Stammspieler, und ein weiteres Jahr später stand er erneut in einem Pokalfinale, wobei sein Einsatz diesmal in einer mit zahlreichen Nationalspielern (darunter Cuissard, Mahjoub, Fontaine und Ujlaki) gespickten Elf unumstritten war. Auch 1954 schossen Nurenberg und Carniglia zwei frühe Tore, so dass der OGC wiederum den Pokal (2:1 gegen Olympique Marseille) entgegennehmen konnte. 1956 und 1959 gelangen zwei weitere Landesmeistertitel mit den Aiglons.
Der 1,75 m große, schlanke Victor Nurenberg besaß immense Schnelligkeit, eine feine Balltechnik und trotz seiner häufigen Verwendung als Flügelstürmer einen bemerkenswerten Tordrang. Im Strafraum vermochte er sich, obwohl nicht gerade der Typ des „Brechers“, durchzusetzen, wobei ihm auch seine Kaltblütigkeit in den entscheidenden Augenblicken zugutekam. Er stand zwar nur 1958/59 in der Ligatorjägerliste weit vorne (16 Treffer, 14. Rang), ist jedoch mit seinen 89 Erstligatoren für Nizza bis heute (2010) der erfolgreichste Angreifer des Klubs. Zu einer „Nizzaer Ikone“ machten ihn seine dortigen Leistungen während neun Saisons, aber dazu trug ebenso ein einzelnes Spiel bei: im Europapokalheimspiel gegen das große Real Madrid lag der OGC im Februar 1960 schnell mit 0:2 zurück, ehe Nurenberg gegen die „Königlichen“ im Alleingang den Endstand von 3:2 herstellte. Darunter war auch ein Strafstoß, bei dem er Torwart Domínguez verlud, nachdem er selbst gefoult worden war.
In der Saison 1960/61 wechselte er zum Zweitdivisionär FC Sochaux, den er prompt in die höchste Spielklasse zurückschoss, dessen Wiederabstieg ein Jahr später aber nicht verhindern konnte. 1962/63 trug er den Dress Olympique Lyons, wo er noch einmal um den Meistertitel mitspielte – am Ende Platz 5 – und auch ein letztes Mal in einem Pokalendspiel stand. Seine Rolle war inzwischen die eines offensiven Mittelfeldspielers, so dass er eher als Passgeber für Lyons Stoßstürmer Di Nallo und Combin agierte und ihm selbst in den zwei Finalbegegnungen (0:0 n. V. und 0:2 gegen die AS Monaco) kein Endspieltreffer gelang.
1963/64 schloss sich ein Jahr beim Drittligisten SEC Bastia an. Danach kehrte Victor Nurenberg in seine Heimat zurück, wo er – als Spielertrainer – mit Spora Luxemburg 1965 (1:0 gegen Jeunesse Esch; ihm gelang der einzige Treffer des Spiels) und 1966 (2:0, erneut gegen Jeunesse) zwei weitere Landespokale in seine stattliche Sammlung einreihen konnte. Er stand auch in beiden Spielen der Spora im Europapokal der Pokalsieger 1965/66 (0:2 und 0:1 gegen den 1. FC Magdeburg) auf dem Platz.
Nach seinem Karriereende ließ er sich in der Nähe von Nizza nieder, arbeitete zunächst im Casino und eröffnete dann ein Café. 2008 wurde er zum Ritter des Verdienstordens des Großherzogtums Luxemburg ernannt. An der französischen Mittelmeerküste ist er 2010 auch gestorben.

### Stationen
- FC Progrès Niederkorn
- Olympique Gymnaste Club de Nice (1951–1960)
- Football Club Sochaux-Montbéliard (1960–1962, 1960/61 in D2)
- Olympique Lyonnais (1962/63)
- Sporting Étoile Club de Bastia (1963/64, in D3)
- Spora Luxemburg (1964–mindestens 1966)

## In der Nationalmannschaft
Bezüglich der Länderspiele Victor Nurenbergs für Luxemburg ist die Quellenlage nicht ganz eindeutig. Unstrittig ist, dass er zwischen November 1951 und September 1964 insgesamt 5 Begegnungen für die A-Elf bestritt; gleich bei seinem Debüt (3:0 über Finnland) gelang ihm auch ein Tor in diesem Kreis. Im Dezember 1951 und April 1952 spielte er zweimal gegen Westdeutschland (1:4 und 0:3). Dann wurde er erst wieder 1957 (2:5 in den Niederlanden) und noch einmal 1964 (1:3 in Jugoslawien) berücksichtigt. Gegen Frankreichs A-Mannschaft hingegen war er bei keiner der drei Begegnungen (1953 zwei Partien sowie 1964) in diesem Zeitraum dabei. Des Weiteren kam er bei den Olympischen Spielen 1952 zu zwei Einsätzen; außerdem soll er zwölf weitere Auftritte (mit vier Torerfolgen) gehabt haben, die möglicherweise – von Seiten eines der beteiligten National- oder der internationalen Verbände – nicht als offizielle Länderspiele zählen, etwa gegen B-Mannschaften anderer Länder.

## Palmarès
- Französischer Meister: 1952, 1956, 1959
- Französischer Pokalsieger: 1952, 1954 (und Finalist 1963)
- Luxemburgischer Vizemeister 1965
- Luxemburgischer Pokalsieger: 1965, 1966
- 19 Länderspiele (5 Tore) für Luxemburg; Olympiateilnehmer 1952
- 307 Spiele und 101 Tore in der Division 1, davon 252/89 für Nizza, 35/7 für Sochaux,[16] 20/5 für Lyon[17]
- 15 Europapokalspiele (4 Tore), davon 13/4 für OGC Nizza[18] und 2/0 für Spora Luxemburg